# Abu Sa'id Faray
Abū Sa'īd Faraj b. Ismail b. Nasr (1248-1320) fue un caudillo nazarí, gobernador de Málaga.
Nacido en 1248, y primo del emir nazarí Muhammad II, se convirtió en 1279 en gobernador de la importante plaza de Málaga. Casó con Fátima, hija de Muhammad II, del cual tras su ascenso al trono granadino, Abū Sa'īd se había convertido en consejero.
Su mayor éxito militar fue la conquista de Ceuta, que se produjo en mayo de 1306.
En 1311 se rebelaría contra Nasr, cuarto monarca nazarí.
Recluido en la prisión real de Salobreña, falleció en 1320.